# Reggie Bush
Reginald Alfred "Reggie" Bush II (San Diego (California), 2 de marzo de 1985), también llamado "The President" (El Presidente) aludiendo al presidente George Bush, es un exjugador de fútbol americano que juega para los Buffalo Bills. Previamente jugó con los Miami Dolphins, Detroit Lions, New Orleans Saints y San Francisco 49ers. Jugó a nivel universitario con los USC Trojans de la Universidad del Sur de California.  Mientras jugaba en la universidad, ganó dos campeonatos nacionales y obtuvo 34 victorias consecutivas.  En su último año, también ganó el Trofeo Heisman, premio para el mejor jugador en el fútbol americano universitario.  En 2006, entró en el Draft de la NFL, donde se pensaba que sería el número uno. Terminó siendo seleccionado en el segundo lugar del draft por los New Orleans Saints, con quienes ganó el Super Bowl XLIV. Fue despojado del Trofeo Heisman después de una investigación realizada por la NCAA a todo el programa de fútbol americano de USC, ya que aceptó dinero por jugar cuando estaba en USC. El 17 de septiembre de 2010, entregó de manera voluntaria su trofeo Heisman.
Como jugador es uno de los corredores (RB) más versátiles. En la NCAA será siempre recordado como uno de los mejores RB, por ser una amenaza constante de big plays, tanto corriendo, como recibiendo y retornando. Su asociación con LenDale White más conocida como "The Thunder & The Lightning" ha sido uno de los mejores backfields de la historia, dejando en su último año en la NCAA el récord de más TD de carrera anotados por dos jugadores del mismo equipo en un solo año gracias al estilo completamente diferente que tenían, Reggie Bush con su velocidad (100 metros en 10.42 segundos y 4.33 segundos en las 40 yardas) y elusividad y LenDale White con su potencia y fuerza.
Ya en la NFL, aunque sigue siendo una gran amenaza de "big play" ha perdido gran parte de su calidad, ya que no es capaz de jugar como RB en los tres downs. Aun así, es uno de los mejores retornadores de toda la liga
Obtuvo el 2º lugar de 20, entre los jóvenes millonarios menores de 25 años del 2007. Con $ 24 000 000. Entre los demás, se encuentran: Hilary Duff, Avril Lavigne, Lindsay Lohan, Daniel Radcliffe, Emma Watson, Rupert Grint, Frankie Muniz, Mary-Kate Olsen y Ashley Olsen, entre otros, según la edición especial de la revista Forbes 20 under 25: young, rich & famous.
Fue pareja sentimental de la modelo Kim Kardashian. La relación terminó en marzo del 2010.
En julio de 2011, El corredor Reggie Bush fue traspasado de los New Orleans Saints a los Miami Dolphins ya que acordó un nuevo contrato por dos campañas.
En marzo de 2013, Reggie Bush firmó con los Detroit Lions. En su debut con los Lions corrió para 191 yardas y un TouchDown.
En marzo de 2015, Bush firmó con los San Francisco 49ers.
El 1 de agosto de 2016, Bush firma por 1 año y 3 millones de USD con los Buffalo Bills.
Bush anunció su retirada el 15 de diciembre de 2017, y fue incluido en el Salón de la fama de los New Orleans Saints el 5 de junio de 2019.